# ぷよぷよクロニクル
『ぷよぷよクロニクル』は、セガゲームスより2016年12月8日に発売されたニンテンドー3DS用ゲームソフト。

## 概要
『ぷよぷよ』シリーズの25周年記念作品。コンシューマ向けタイトルとしては、2014年2月発売の『ぷよぷよテトリス』以来約3年ぶりの新作となる。
本作では3DSにおける3D表示に対応していない代わりに、キャラクターグラフィックが従来の2Dイラストから3Dポリゴンモデルに変更されている。メインモードとして異世界を冒険する「RPGモード」が搭載され、主人公のアルルを操作し、3Dグラフィックで描かれた世界を冒険して、新ルールの「スキルバトル」でモンスターを倒しながらクエストを攻略していく。世界観やキャラクターなどの設定は2003年よりセガが展開している『ぷよぷよ』シリーズのものを引き継いでいるが、作品の舞台は過去作である『ぷよぷよフィーバー』シリーズ、『ぷよぷよ7』、『ぷよぷよテトリス』ともまた異なり、本作では「謎の絵本の中に吸い込まれた先の異世界」でのストーリーが描かれる。
基本的なモード・ゲームシステムは前作『ぷよぷよテトリス』をそのまま踏襲しており、過去の『ぷよぷよ』シリーズと同様にCOMやほかのプレイヤーとさまざまなルールで対戦する「ひとりでぷよぷよ」「みんなでぷよぷよ」や、インターネットに接続して全国のプレイヤーと2 - 4人で対戦する「インターネット」など、さまざまなモードが収録されている。
今作では、AAAの宇野実彩子と伊藤千晃（当時メンバー）がプロモーションキャラクターとして起用された。
2018年6月28日には廉価版「スペシャルプライス版」として再発売。

## ゲームモード
RPGモード
本作のメインモード。謎の絵本の中に吸い込まれ異世界にやってきたアルルを操作して、世界各地にある村やフィールドを冒険しストーリーを進めていく。詳細は後述。
ひとりでぷよぷよ
1人用のモード。17種類の対戦用ルールでCOM1 - 3人と任意の設定で対戦したり勝ち抜き対戦ができる「フリーたいせん」や、6種類のルールでハイスコアをめざす「とことん」をプレイできる。このモードでは「スキルバトル」はプレイ不可能。
みんなでぷよぷよ
ローカル通信で2 - 4人で対戦する対人戦用のモード。こちらは「スキルバトル」を含めた全18種類のルールで対戦可能で、ダウンロードプレイにも対応している。
インターネット
インターネットに接続して「スキルバトル」「ぷよぷよ通」「ぷよぷよフィーバー」の3種類のルールで、全国のプレイヤーやフレンドと2 - 4人で対戦するモード。1対1で誰かと対戦し勝敗に応じてレートや所属リーグが変動する「全国パズルリーグ」や、好きなルール設定で2 - 4人で対戦する「クラブ」をプレイできるほか、有料で配信されているダウンロードコンテンツを購入することが可能。本作の「全国パズルリーグ」では、ルール別にレートやランキングが記録される。
レッスン
ぷよぷよの基本ルールや連鎖のテクニックを学べるモード。
マイデータ
各モードの成績を見たりオプションの設定変更が行えるほか、ゲームをプレイすることによって獲得できるポイントを使用して様々なアイテム（隠し要素）を購入できる「ショップ」がある。

## RPGモード
クエスト
「RPGモード」では基本的に、各地で発生する「クエスト」を達成することでゲームが進行する。クエストにはストーリーの進行に関する「メインクエスト」と、ストーリーの進行には関係しない「サブクエスト」があり、クエストを達成すると報酬が得られることもある。当モードでの戦闘は後述する『スキルバトル』が主だが、ごく稀に通常のぷよぷよ勝負を行う場面もある。
エリアは『みどりの村 グリンプ』、『あおの村 ブルーオ』、『あかの村 レッティ』、『きいろの村 イエローム』、『むらさきの村 パープルーン』の5つがあり、全てクリアすると最終エリアの『カーラの塔』に行くことが出来る。
各エリアの住民には、手前でAボタンを押すことによって話しかけることが出来る。また、プレイアブルキャラクターも仲間になるといずれかのエリアに登場し、話しかけることが出来る。
メインクエストを全てクリアしエンディングを迎えると以降はエクストラに突入し、引き続きサブクエストを攻略することが可能となっている。
スキルバトル
フィールドではモンスターに触れると「スキルバトル」が開始する。「スキルバトル」では、ぷよを消すと相手におじゃまぷよを落として攻撃することができ、すべてのモンスターのHPをゼロにすると勝利となり、逆に自分側のHPが尽きた場合は敗北となる。バトル中にモンスターがおじゃまぷよを送ってくることがあり、おじゃまぷよがフィールドに落下するとダメージを受け、自分の残りHPが減る。なお、相殺をすることによってダメージを抑えることが可能で、相殺したターンはおじゃまぷよは降らない。
フィールド上部の✕印にぷよやおじゃまぷよが積み上がると、自分の残りHPが大きく減少する。この時点でHPが残っている場合には即座に敗北にはならず、フィールドがリセットされた上で続行となり、フィールドに連鎖のタネが補佐される。
バトルで勝利するとけいけんちやコインなどを獲得でき、キャラクターを成長させることができる。なお、バトル開始時には自分のフィールドに連鎖のタネが出現し、バトル終了後はHP・MPが必ず全回復する。
フィールド上でモンスターに後ろから触れると「バックアタック」となり、ボーナスとしてバトル開始時に出現する「連鎖のタネ」が通常より1連鎖分大きくなる。逆にモンスターに後ろから触れられると「不意打ち」となり、ペナルティとして試合開始時におじゃまぷよが降り、即座にダメージを受ける。
スキル
各キャラクターはそれぞれ異なる「スキル」を持っており、バトル中に組ぷよを操作しているときにMPを消費して任意に発動できる。このスキルの要素は『ぷよぷよ〜ん』における「特技」、『ぷよぷよ!!クエスト』における「スキル」に類似しており、フィールドにあるぷよの色を変える、こうげきりょくを上げるなどといった様々な効果がある。
チーム
「スキルバトル」では最大3名のキャラクターと最大4枚の「ぷよぷよカード（後述）」を編成してチームを組み、プレイする。キャラクターやぷよぷよカードの編成によって、チームのHP・MPなどのステータスが変化する。キャラクターはストーリーを進めたりバトルで勝利すると仲間に加わり、プレイヤーのチームに加えることが出来るようになる。また、道中のモンスターも倒すと仲間に加わる場合がある。
なお、「みんなでぷよぷよ」「インターネット」の「スキルバトル」での対戦は、「RPGモード」で作成したチームのデータを使用して行う。
ぷよぷよカード
村のショップやフィールド上の宝箱などから入手できる「ぷよぷよカード」を装備することでキャラクターを強化することができる。ぷよぷよカードはさまざまな種類があり、合成してより強力なカードを作成することが可能。
みんなでボス戦
ローカル通信でほかのプレイヤーと協力してボスを倒す2 - 4人用の「みんなでボス戦」モードが搭載されている。このモードでは、自分のセーブデータを使って挑戦でき、ボスを倒すとレアな「ぷよぷよカード」を入手することが可能。バトルのルールは上記の「スキルバトル」と同様だが、このモードではバトル開始時に表示される「チャンスタイム条件」を達成すると、「チャンスタイム」（「ぷよぷよフィーバー」の「フィーバーモード」と同様）が一定時間発生する。

## ルール
本作では以下の全18種類の対戦ルールと、「とことん」専用の6種類のルールをプレイできる。今作の新規の対戦ルールは「スキルバトル」のみで、それ以外は主に『ぷよぷよ!! Puyopuyo 20th anniversary』からの再録となっているほか、『ぷよぷよ! Puyopuyo 15th anniversary』からの再録ルールは『ぷよぷよ!!』準拠のルールに一部変更されている。また、名称に（※）が記述されているルールは最初はプレイできないが、「マイデータ」内の「ショップ」で購入する事により解禁され、プレイ可能となる。各ルールはとくに記述の無いかぎり、以下の共通した仕様がある。
- 「ひとりでぷよぷよ」の「フリーたいせん」や「みんなでぷよぷよ」「クラブ」での対戦では、各ルールの「ゲームせってい」でマージンタイム・連鎖しばり・おじゃまぷよレートなどの細かいルールの変更が可能。設定できる項目はルールによって異なる。
- 「クイックドロップ」機能（組ぷよを瞬間的に接地できる操作）が「ぷよぷよ」「ぷよぷよ通」「ぷよぷよSUN」「ぷよぷよフィーバー」「なぞぷよ」「スキルバトル」を除いた全ての対戦用ルールで搭載されており、「ゲームせってい」で使用可能にするかしないかの変更が可能。
- フィールド上部の✕印の位置にぷよやおじゃまぷよがつみあがるとゲームオーバーとなる。ただし、✕印の位置にぷよが設置されたターンにぷよの消去が発生した場合はすぐにゲームオーバーにはならず、その処理が優先される。

ぷよぷよ
初代『ぷよぷよ』に則ったルール。左から3列目最上段の位置までぷよが積み上がると敗北となり、出現する組ぷよは2個組のみ。このルールでは相手から送られてきた「予告おじゃまぷよ」を減らせる「相殺」や、タテ一列分のみの隙間に入った組ぷよの上下のぷよを入れ替える「クイックターン」は不可能。また「全消し」のボーナスは発生せず、「NEXTぷよ」は一手先まで、予告おじゃまぷよは岩ぷよまでしか表示されない。
『ぷよぷよ!!』と同じく、隠しコマンドを入力すると、下記キャラクター一覧のうち「コンパイル版『ぷよぷよ』シリーズから登場」のキャラクターの連鎖ボイスが、PCエンジン版『ぷよぷよCD通』に準じた台詞（1連鎖目ボイス無し）に変化する（連鎖ボイス自体は旧作のものではなく、本作の声優が担当。ダメージボイスや勝利・敗北ボイスは変化しない）。
ぷよぷよ通
『ぷよぷよ通』に則ったルール。左から3列目最上段の位置までぷよが積み上がると敗北となり、出現する組ぷよは2個組のみ。このルールでは「相殺」が可能だが、相殺しても予告おじゃまぷよが残っている場合はその残りが相殺した直後に降る。また、このルールや「よんてさき」「ブロック」「アクティブ」では「全消し」後の1連鎖目はおじゃまぷよが30個（岩ぷよ1個）分上乗せされる。
『ぷよぷよ!!』と同じく、隠しコマンドを入力すると、下記キャラクター一覧のうち「コンパイル版『ぷよぷよ』シリーズから登場」のキャラクターの連鎖ボイスが『ぷよぷよSUN』に準じた台詞に変化する。この変化は「ぷよぷよSUN」ルールにも同様に適用されるほか、後述するルール変更も同時に発生する。
ぷよぷよSUN
『ぷよぷよSUN』に則ったルール。ルールはアーケード版からWindows 95版の『ぷよぷよSUN』に準拠している。相殺が可能で、左から3列目最上段の位置までぷよが積み上がると敗北。出現する組ぷよは2個組のみ。相殺や全消しを行うと「太陽ぷよ」が降り、「太陽ぷよ」はおじゃまぷよと同様に消すことができ、連鎖に巻き込んで消すと相手に送れるおじゃまぷよの数が通常より多くなる。
このルールではフィールドは14段目まであり（フィールド外の上段に2段分存在する）、敗北条件との関係上使えない左から3列目の14段目を除いて最大83個ぷよが置けるため、最大20連鎖が可能。
『ぷよぷよ!!』と同じく、隠しコマンドを入力すると、ゲームボーイ版『ぽけっとぷよぷよSUN』に則ったルール（『ぷよぷよ通』と同様に「全消し」後の1連鎖目はおじゃまぷよが30個分上乗せ、太陽ぷよの挙動が異なり即時発生してアクションがフィールドに反映されない等）でプレイすることができる。
ぷよぷよフィーバー
『ぷよぷよフィーバー』に則ったルール。相殺が可能で、左から3列目か4列目の最上段にぷよが積み上がると敗北となる。このルールでは、使用するキャラクターによって組ぷよの出現パターンと連鎖時の得点倍率（攻撃力）が異なっている。また、相殺をすると「フィーバーゲージ」がたまり、ゲージを満タンにすると一定時間連鎖のタネが出現する「フィーバーモード」となる。相殺したターンはおじゃまぷよが降らない。
なぞぷよ
出題される問題の指示どおりにぷよを消して、より早く条件をクリアするルール。条件を最もはやくクリアするとフィールドの上部に表示される「ノルマ」の数が減り、先にノルマの数だけ問題をクリアしたプレイヤーが勝利。1問につき99秒の制限時間があり、時間内に誰も条件を満たさなかった場合は、別の問題に切り替わる。このルールでは出現する組ぷよは2個組のみで、ぷよを消してもおじゃまぷよは一切発生しない。また、左から3列目か4列目が最上段まで積み上がった場合はフィールドがリセットされて敗北にはならず、ペナルティも無い。
でかぷよラッシュ
『ぷよぷよ7』の「だいへんしん」ルールで登場した「でかぷよラッシュ」をアレンジしたルール。フィールドが3列×6段のサイズになり、同色のでかぷよを3つ以上繋げると消え、すばやく連続で消すことで連鎖数が増える「うわのせれんさ」が可能。フィールド中央列の最上段までぷよが積み上がると敗北となり、出現する組ぷよは2個組のみ。
このルールでは、最初から表示されている予告おじゃまぷよを全て相殺すると相手におじゃまぷよを送れるようになり、相手から送られてきた予告おじゃまぷよは組ぷよを1回設置するごとに1個ずつ降る。相殺している間はおじゃまぷよは降らない。
ブロック
消えないブロックが積まれたフィールドでプレイするルール。ブロックの設置パターンは6種類あり、左から3列目最上段までぷよが積み上がると敗北。出現する組ぷよは2個組のみ。このほかの仕様は上記の「ぷよぷよ通」ルールに準拠しており、相殺しても予告おじゃまぷよが残っている場合はその残りが相殺した直後に降る。
ビッグバン
『ぷよぷよテトリス』から再録されたルール。出現する組ぷよは2個組のみで、「チャージタイム」中、無限に出現する連鎖のタネを消して攻撃力をためていく。「チャージタイム」終了後はたまった攻撃力を相手と相殺しあい、攻撃力がもっとも大きいプレイヤー以外の全員がダメージを受け、ダメージを受けるとHPが減っていく。HPがすべて無くなると負けとなり、相手プレイヤーを全員倒すと勝ちとなる。
一度の相殺で決着がつかなかった場合は、生き残ったプレイヤー同士でふたたび「チャージタイム」が開始される。また、連鎖のタネをうまく消したり「全消し」をすると次に出現する連鎖のタネが大きくなり、連鎖数が大きいほどチャージされる攻撃力も高くなる。また、左から3列目か4列目が最上段まで積み上がった場合はフィールドがリセットされ、ゲームオーバーにはならない。
ちびぷよはっくつ
10列×18段のフィールドの、最下段に固ぷよに囲まれて埋まっている星を消すルール。星の大きさは2×2で、星の隣でぷよを消すと無数の予告おじゃまぷよを相手に送ることができる。左から5列目か6列目最上段までぷよが積み上がると敗北で、出現する組ぷよは2個組と同色の4個のみ。相殺したターンはおじゃまぷよは降らないが、誰かが星を消去すると、以降はその試合では相殺が不可能となる。
よんてさき（※）
次に操作できる組ぷよを表示する「NEXTぷよ」が4手先まで表示されるルール。左から3列目最上段までぷよが積み上がると敗北で、出現する組ぷよは2個組のみ。このほかの仕様は上記の「ぷよぷよ通」ルールに準拠しており、相殺しても予告おじゃまぷよが残っている場合はその残りが相殺した直後に降る。
アクティブ（※）
連鎖中（ぷよが消えている間）も次の組ぷよを操作することができ、連鎖をつなげることができるルール。相殺したターンはおじゃまぷよは降らない。左から3列目最上段までぷよが積み上がると敗北で、出現する組ぷよは2個組のみ。
カルテット（※）
出現する組ぷよが全て2×2の4個組のみのルール。このルールでは、3色・4色の4個組の組ぷよも出現する。また、使用するキャラクターによって組ぷよの出現パターンが異なっており、5種類のいずれかの出現パターンに設定されている。相殺したターンはおじゃまぷよは降らず、左から3列目か4列目最上段までぷよが積み上がると敗北となる。
はっくつ（※）
フィールドの最下段で固ぷよに囲まれて埋まっている星の隣でぷよを消すと、無数のおじゃまぷよを相手に送れるルール。左から3列目が最上段まで積み上がると敗北となり、出現する組ぷよは2個組のみ。相殺したターンはおじゃまぷよは降らないが、誰かが星を消去すると、以降はその試合では相殺が無効となる。
こおりづけ（※）
おじゃまぷよの代わりに、こおりづけにされたぷよがふってくるルール。こおりづけのぷよは一定回数組ぷよを置くか、となりでぷよを消すとこおりが溶けて通常のぷよとなる。また、相殺したターンはこおりづけのぷよは降らない。左から3列目が最上段まで積み上がると敗北で、出現する組ぷよは2個組のみ。
このルールでは使用するキャラクターごとにこおりづけのぷよの落下パターンが異なっており、自分のフィールドに降るこおりづけのぷよの落下パターンに影響される。
だいかいてん（※）
フィールド上部のカウントが「0」になるたびに、フィールドが180度回転するルール。回転直後に連鎖が起こると「回転れんさ」となり、通常の連鎖より多くのおじゃまぷよを相手に送ることができる。また、相殺したターンはおじゃまぷよは降らない。左から3列目か4列目最上段までぷよが積み上がると負けで、出現する組ぷよは2個組のみ。
でかぷよ（※）
通常より4倍のサイズの「でかぷよ」で対戦するルール（フィールドが3列×6段）。このルールでは同色のでかぷよを3つ以上繋げると消え、相殺したターンはおじゃまぷよは降らない。中央の列最上段までぷよが積み上がると敗北。出現する組ぷよは2個組のみで、「うわのせれんさ」機能はない。
ずっとフィーバー（※）
対戦開始時からプレイヤー全員が常に「フィーバーモード」となり、連鎖のタネが無限に降ってくるルール。最初から表示されている予告おじゃまぷよを全て相殺すると相手におじゃまぷよを送れるようになり、相手から送られてきた予告おじゃまぷよは相殺しないとフィールドに降る。左から3列目か4列目最上段までぷよが積み上がると敗北。
このルールでは使用するキャラクターに性能差はなく、組ぷよの出現パターンと連鎖時の得点倍率はこのルール専用のものに設定されている。
スキルバトル
3名ずつのキャラクターでチームを組み相手プレイヤーのチームと戦う、2人対戦専用のルール。相手から送られてきたおじゃまぷよが自分のフィールドに降ったり、左から3列目最上段の×の位置までぷよがつみあがるとHPが減り、先にHPがゼロになったプレイヤーの敗北となる。
×の位置までぷよがつみあがった場合、自分のフィールドと相手から送られていた予告おじゃまぷよがすべてリセットされ、HPが残っている場合は敗北にはならずそのままプレイを続行できる。この他の対戦中の仕様は上記「RPGモード」の「スキルバトル」と同様。
とことん
「ひとりでぷよぷよ」内にある1人用のモード。以下の6種類のルールがあり、対戦相手は登場せずハイスコアを目指してプレイする。
とことんぷよぷよ
上記の「ぷよぷよ通」に準じたルールでひたすらぷよを消すルール。左から3列目最上部にぷよが積みあがるとゲームオーバー。出現する組ぷよは2個組のみ。
とことんフィーバー
「フィーバーモード」の状態で、出現する連鎖のタネをひたすら消すルール。左から3列目か4列目の最上段にぷよが積み上がるか、制限時間が無くなるとゲームオーバー。出現する組ぷよは2個組のみ。
とことんちびぷよ
10列×18段のフィールドでひたすらぷよを消すルール。左から5列目か6列目最上段までぷよが積み上がるとゲームオーバー。このルールでは使用するキャラクターによって組ぷよの出現パターンが異なっており、「クイックドロップ」が使用可能。
とことんなぞぷよ
出題される問題の指示どおりにぷよを消すルール。問題をクリアすると制限時間が伸び、つぎの問題が出題される。左から3列目か4列目の最上段にぷよが積み上がるか、制限時間が無くなるとゲームオーバー。出現する組ぷよは2個組のみ。
とことんでかぷよラッシュ
上記の「でかぷよラッシュ」と同じルールでひたすらぷよを消すルール。「全消し」をすると制限時間が延長され、フィールド中央列の最上段までぷよが積み上がるか、制限時間が無くなるとゲームオーバー。出現する組ぷよは2個組のみで、「クイックドロップ」が使用可能。
とことんれんしゅう
上記の「とことんぷよぷよ」と同じルールでぷよをひたすら消すルール。このルールでは、十字ボタンの上を押し続けると巻き戻すことができる。左から3列目最上部にぷよが積みあがるとゲームオーバー。出現する組ぷよは2個組のみ。

## キャラクター
シリーズ各キャラクターの概要については上記リンク先を参照のこと。
公式サイトにおいては「アルル」「カーバンクル」「アミティ」「りんご」の歴代主役キャラクターに今作オリジナルの「アリィ」（声：井上ほの花）を加えた5名がメインキャラクターとして扱われており、「RPGモード」ではアルルが主人公となる。なお、名前に★が記述されたキャラクターは「RPGモード」および「スキルバトル」ルールでのみ使用可能なキャラクター。
今作の新キャラクター（『ぷよぷよクロニクル』）
アリィ、ラフィソル（最終ボス）
- 上記の他、「RPGモード」では本作で新たに登場するモンスターやサブキャラクターが多数登場する。

コンパイル版『ぷよぷよ』シリーズより登場
アルル、カーバンクル、ルルー、シェゾ、すけとうだら、ドラコケンタウロス、ウィッチ、サタン
★セリリ、★ハーピー、★ラグナス
『ぷよぷよフィーバー』シリーズより登場
アミティ、ラフィーナ、シグ、リデル、クルーク、ユウちゃん&レイくん、さかな王子、レムレス、フェーリ、アコール先生&ポポイ
★どんぐりガエル、★おにおん
『ぷよぷよ7』より登場
りんご、まぐろ、りすくませんぱい、エコロ
新キャラクターの『ぷよぷよフィーバー』ルール等の組ぷよ出現パターンは、本作には登場しない過去作品のキャラクターのものの流用となっているが、連鎖時の得点倍率は元になったキャラクターとは異なっている。
- アリィ - 組ぷよ：おしゃれコウベ（『ぷよぷよフィーバー』〜『ぷよぷよ! Puyopuyo 15th anniversary』）・スケルトンT（『ぷよぷよ7』） / タイプ：自力で連鎖タイプ
- ラフィソル - 組ぷよ：ぞう大魔王（『ぷよぷよ!』） / タイプ：自力で大連鎖タイプ

その他、過去作品からの復活キャラクターは、セリリ、ハーピー、ラグナスは『ぷよぷよ!!クエスト』を除けば、『みんなでぷよぷよ』以来、リデル、ユウちゃん&レイくん、さかな王子、アコール先生&ポポイ、どんぐりガエル、おにおんは『ぷよぷよ‼︎ Puyopuyo 20th anniversary』以来の再登場となった。また、カーバンクルも単独で使用できるキャラクターとしては『ぷよぷよ!!』以来となった。

## ダウンロードコンテンツ
本作では有料のダウンロードコンテンツ配信が行われている。一部のコンテンツはそれぞれ個別になったものとセットで販売されているものがあり、セット購入では価格が引き下げられている。また、以下の他にも、ニンテンドー3DSのHOMEメニューで使用できる「テーマ」が複数配信されている。
- 第1弾（2016年12月8日配信開始） - BGMパック（1パックにつき4曲分・全6パック・24曲分）、ボイスチェンジ（1パックにつき2キャラ分、全6パック・12キャラ分）、みさちあボイスキャンペーン（2017年3月14日までの期間限定配信（無料）、アルルの声を宇野実彩子に、アリィの声を伊藤千晃に変更可能）
- 第2弾（2016年12月2日配信開始） - ぷよのしゅるい（全5種）、あいさつパック（1パックにつき4キャラ分、全6パック・24キャラ分）、EXボスパック（RPGモード「みんなでボス戦」にEXボス追加、1パックにつき3キャラ分、全4パック・12キャラ分）
- 第3弾（2017年1月5日配信開始） - EXダンジョン（全5種）、ボーカルBGM（1パックにつきボーカル版とインストゥルメンタル版のセット、全8パック・12曲分）

## 関連商品

### 書籍
『ぷよぷよクロニクル かんぺき攻略ガイド』（KADOKAWA）
2016年12月28日発売。編：電撃攻略本編集部。ISBN 978-4-04-892589-1
本作の攻略本。
『ぷよぷよ アミティと愛の少女!?』（角川つばさ文庫）
2017年6月15日発売。作：芳野詩子、絵：こめ苺。ISBN 978-4-04-631685-1
小説。本作からアリィが登場しているが、ゲームとは異なるオリジナルストーリーとなっている。ぷよぷよ!! Puyopuyo 20th anniversary#角川つばさ文庫版も参照。